# Малі Желтоухи
Малі Желтоухи (рос. Малые Желтоухи) — присілок в Кіровському районі Калузької області Російської Федерації.
Населення становить 40 осіб. Входить до складу муніципального утворення Присілок Мала Песочня.

## Історія
Від 2004 року входить до складу муніципального утворення Присілок Мала Песочня.

## Населення
| 2002 | 2010 |
| ---- | ---- |
| 49   | ↘40  |